# Ingeborg Strandin
Ingeborg Strandin, född Lublin 18 november 1881 i Katarina församling i Stockholm, död 8 mars 1948 i Engelbrekts församling i Stockholm, var en svensk operettsångare och skådespelare.

## Biografi
Ingeborg Strandin studerade sång för August Söderman och vid Musikaliska akademien samt i Berlin. Hon scendebuterade 1907 som Laura i operetten Tiggarstudenten vid Axel Lindblads sällskap, där hon fick engagemang fram till 1909. Därefter spelade hon vid olika teatrar i Stockholm. Hon filmdebuterade 1919 i Victor Sjöströms Hans nåds testamente och kom därefter att medverka i drygt femton filmer.
Strandin gifte sig 1908 med Lambert Strandin (1881–1944), tavelkonservator vid Nationalmuseum. De är begravda på Norra begravningsplatsen utanför Stockholm.

## Filmografi
- 1919 – Hans nåds testamente
- 1920 – Bodakungen
- 1923 – Boman på utställningen
- 1923 – Gunnar Hedes saga
- 1924 – En piga bland pigor
- 1932 – Vi som går köksvägen
- 1935 – Äktenskapsleken
- 1936 – Kungen kommer
- 1937 – John Ericsson - segraren vid Hampton Roads
- 1937 – Häxnatten
- 1938 – Vi som går scenvägen
- 1938 – Adolf klarar skivan
- 1938 – Storm över skären
- 1938 – Goda vänner och trogna grannar
- 1939 – Melodin från Gamla Stan
- 1939 – Frun tillhanda
- 1941 – Söderpojkar
- 1941 – Lärarinna på vift

## Teater

### Roller
| År   | Roll | Produktion                                  | Regi          | Teater      |
| ---- | ---- | ------------------------------------------- | ------------- | ----------- |
| 1919 |      | Mannen utan minne B. Decker och Robert Pohl | Otto Malmberg | Folkteatern |
| 1920 |      | Clara från Narvavägen Björn Hodell          | Ernst Brunman | Folkteatern |